# Macal (motorfiets)
Macal is een historisch Portugees motorfietsmerk
Macal kwam in de jaren tachtig op de markt met 50 cc bromfietsen met motorblokken, die voornamelijk van Minarelli en Sachs kwamen. 